# حزب التغيير
حزب التغيير (بالفرنسية: Le changement)‏ هو حزب سياسي في مالي بقيادة موسى مارا.

## التاريخ
تم تسجيل الحزب رسميًا في 9 أبريل 2010. في الانتخابات الرئاسية لعام 2013، احتل مارا المركز الحادي عشر بنسبة 1.5٪ من الأصوات. شهدت الانتخابات البرلمانية لعام 2013 فوز الحزب بمقعد واحد في الجمعية الوطنية.